# ميو سوباسيت
Mew

ميو سوباسيت جونغشيفيفات (في التايلندية: ศุภศิษฏ์ จงชีวีวัฒน์) (في الإنكليزية: Mew Suppasit Jongcheveevat), لقبه ميو (في التايلندية: Mew), هو ممثل ومغني تايلندي معروف بدوره *ثارن* في مسلسل TharnType: The Series[بحاجة لمصدر]

## حياته وتعليمه
ولد سوباسيت في 21 فبراير عام 1991. واسم والده بونساك جونغتشيفيفات واسم والدته سوبورن جونغشيفيفات. لديه أخت واحدة صغيرة جوم كوان جونغشيفيفات.
تخرج من المدرسة الثانوية من مدرسة جامعة كاسيتسارت (ساتيت كاسيت)[بحاجة لمصدر]، تخصص في العلوم والرياضيات.
حاصل على درجة البكالوريوس، حيث درس في جامعة كاسيتسارت وتخصص في الهندسة الصناعية وتخرج بمرتبة الشرف الأولى من جامعة كاسيتسارت وحصل على الميدالية الذهبية. شرع في دراسة درجة الماجستير في الهندسة الصناعية في جامعة شولالونغكورن.[بحاجة لمصدر]
حاليًا، يدرس للحصول على درجة الدكتوراه في الهندسة الصناعية في جامعة شولالونغكورن.
في 15 مارس 2018, أنشأ ميو اسم نادي المعجبين به: "Mewlions" - وهوعبارة عن دمج لقبه Mew وكلمة الملايين معا.

## مسيرته المهنية
بدأ ميو سوباسيت مسيرته في التمثيل في المسلسل التايلاندي I Am Your King (2017)..
بعد ذلك، شارك في العرض الواقعي Take Me Out النسخة التايلنديه، حيث يذهب المتسابقون في أنشطة المواعدة مثل مواعيد التنزه والمنتزهات الترفيهية وما إلى ذلك.
في العام التالي، تلقى ميو سوباسيت أول دور رئيسي له في سلسلة   What The Duck: The Series (2018)، باسم "Pree".
بسبب شعبية المسلسل، تم الإعلان عن بدء تصوير الموسم الثاني. تم عرض What The Duck 2: The Final Call لأول مرة في 18 مارس 2019 على LINE TV.
وفي أوائل عام 2019، تم الإعلان عن أن ميو سوباسيت سيلعب دور «ثارن» - بطل الرواية الرئيسي وشريكه قولف كاناووت[بحاجة لمصدر] دور«تايب» في TharnType: The Series. حيث اكتسب المسلسل شعبية على الفور داخل تايلاند وكذلك شعبية كبيرعلى نطاق العالم..
وبسبب شعبية المسلسل الكبيرة والممثلين الرئيسيين، جعل المعجبين يشيرون إلى كلا الممثلين باسم MewGulf - وهو اسم جماهيري مشترك لأسماءهم المستعارة التايلاندية، Mew و Gulf.
فاز ميو سوباسيت وشريكه الممثل قولف كاناووت بجائزة "Best Kiss Scene" في حفل توزيع جوائز LINE TV لعام 2020.
كما ظهر سوباسيت وكاناوت في عدد فبراير من Harper's Bazaar Thailand . كأول زوجين من BL يفعلان ذلك في تاريخ مجلة. وبسبب التدفق الهائل للمعجبين الذين يحاولون قراءة المقال، تعطل موقع Harper's Bazaar Thailand.
مع الاستجابة الإيجابية لـ TharnType ، تم الإعلان عن موسم ثانٍ وتجارب الاداء في أوائل عام 2020 ، والإنتاج في منتصف عام 2020. ولكن بسبب جائحة COVID-19 العالمي الجديد، تم تأجيل الإنتاج لضمان سلامة الممثلين وطاقم العمل.
تم عرض مسلسل الجزء الثاني  "Tharntype The Series 2: 7 Years of Love" في 6 تشرين ثاني 2020.
ظهر كل من سوباسيت وكاناووت كضيوف في سلسلة 2020 "Why R U؟" ك ثارن وتايب.
في 5 مايو 2020، تم إطلاق فريق إدارة تحت اسم Mew Suppasit Studio. سيكونون مسؤولين عن الظهور الرسمي في المستقبل فيما يتعلق ب سوباسيت ومساعيه.
مع تزايد شعبية سوباسيت، قام نادي المعجبين به جنبًا إلى جنب مع جماهير كاناووت، المعروفون باسم وانجاي (وهو اسم نادي معجبين ميوقولف معا) بشراء حقوقًا ضخمة لتسمية أكثر من 30 نجمة في الكون، لبناء مجره (لبناء كون) ميوقولف هم وعائلاتهم، حيث هناك أكثر من نجم لميو، ونجم لعائلة ميو، ونجم لوانجاي ونجوم لحيواناتهم الأليفة (من ضمنهم نجم ل تشوبر وهو كلب ميو الاليف), وأكثر من نجم لقولف كاناووت، ونجم mewlions...ألخ.
في 1 أغسطس 2020، نشرسوباسيت أول أغنية فردية له بعنوان Season of You.
في 19 نوفمبر 2020، نشرسوباسيت أغنيته المنفردة الثانية بعنوان Nan Na. في مؤتمر صحفي عالمي من نفس التاريخ، أعلن عن العديد من المشاريع المستقبلية، والتي تشمل ألبومًا كاملاً سيصدر في العام التالي ومسلسل درامي جديد بعنوان «رجل أكواريوم» معه بصفته رائدًا ومنتجًا تنفيذيًا. سيبدأ إنتاج السلسلة في عام 2021.
في 25 ديسمبر 2020، بمناسبة عيد ميلاد كريسماس، كان لدى 27 ناديًا للمشجعين مشروعًا مفاجئًا لميو من خلال تحليق 200 طائرة بدون طيار فوق شنغهاي نورث بوند ريفرسايد وأعربوا عن حبهم لميو قائلاً دعنا نقول Mewlions Christmas. ميو هو ثالث فنان تايلاندي لديه مشروع طائرة بدون طيار.
في 2 فبراير 2021، تم الإعلان عن أن ميو سوباسيت سيكون المقدم الرايسي في برنامج T-Pop Stage جنبًا إلى جنب مع June Teeratee. تم إنشاء العرض لتقديم «تجربة جديدة في صناعة البوب التايلاندية».
في 4 فبراير 2021، نشر سوباسيت أغنيته المنفردة الثالثة بعنوان " Good Day ".
لعب ميو دور البطولة في فيلم قصير بعنوان Undefeated بواسطة Garena Free Fire TH ، جنبا إلى جنب مع يايا أوراسايا ولوك فوياج. صدر في 9 مارس 2021.
في 14 مارس 2021 نشر ميو سوباسيت اغنيته المنفرده الرابعة بعنوان Thanos .
في 18 يونيو 2021 تم إطلاق أغنيته المنفردة الخامسة بعنوان summer fireworks  ، حيث كتب ميو كلمات الاغنية بنفسه، التي هي اهداء لأحد معجباته التي توفت قبل أن يتم إصدار ألبوم ميو الأول، والتي كانت تنتظره بشدة.
في 1 أغسطس 2021 تم إطلاق ألبوم ميو الأول، بعنوان 365 , ويرمز عنوان الألبوم أن ميو استغرق سنة بين انطلاق أغنيته المنفردة الأولى season of you ونزول ألبومه الأول الكامل.. 

## إنجازاته
في 2 سبتمبر 2020، أعلنت كوزموبوليتان إندونيسيا أن ميو سيظهر على غلاف إصدار الذكرى السنوية الـ 23. حيث إنه أول ذكر يظهر على غلاف مجلة كوزموبوليتان أندونيسيا.
في 25 سبتمبر 2020، تحدث ميو عن احترام الذات مع TedxKasetsartU.
ميو هو أول ذكر تايلاندي يظهر على غلاف مجلة Elle Thailand.